# José Galvão Alves
José Galvão Alves (Guaratinguetá, 19 de novembro de 1952) é um médico brasileiro.
Foi eleito membro da Academia Nacional de Medicina em 2004, ocupando a Cadeira 51, sucedendo Carlos da Silva Lacaz nesta cadeira, da qual João Paulino Marques é o patrono.